# Thomas Archibald Sprague
Thomas Archibald Sprague (Edimburg, 7 d'octubre de 1877 - †Cheltenham, 22 d'octubre de 1958) fou un botànic escocès.
Fou un dels onze fills de Thomas Bond Sprague (1830-1920), actuari, i de Margaret Vaughan Steains. Thomas Archibald anà a la Universitat d'Edimburg, on feu el doctorat. Entre el 1898 i el 1900 participà en l'expedició del capità H.W. Dowding a Veneçuela i a Colòmbia. Quan en tornà, concursà i guanyà un càrrec de botànic als Reial Jardí Botànic de Kew. El 1913 realitzà una expedició a les illes Canàries.
Els seus aproximadament 280 articles publicats se centren en l'àrea de la nomenclatura i taxonomia. Publicà en col·laboració amb Daniel Oliver Flora of Tropical Africa, on tractà les famílies Bignoniàcia (al vol. 4, n.2), Hernandiàcia i Lorantàcia (al vol. 6 n.1).